# Disphragis peirreta
Disphragis peirreta är en fjärilsart som beskrevs av Paul Dognin 1914. Disphragis peirreta ingår i släktet Disphragis och familjen tandspinnare. Inga underarter finns listade i Catalogue of Life.